# Chrysoteuchia culmella
Chrysoteuchia culmella là một loài bướm đêm thuộc họ Crambidae. Nó được tìm thấy ở châu Âu.
Sải cánh dài 18–24 mm. Con trưởng thành bay từ tháng 6 đến tháng 7 tùy theo địa điểm.
Ấu trùng ăn nhiều loại cỏ.

## Hình ảnh

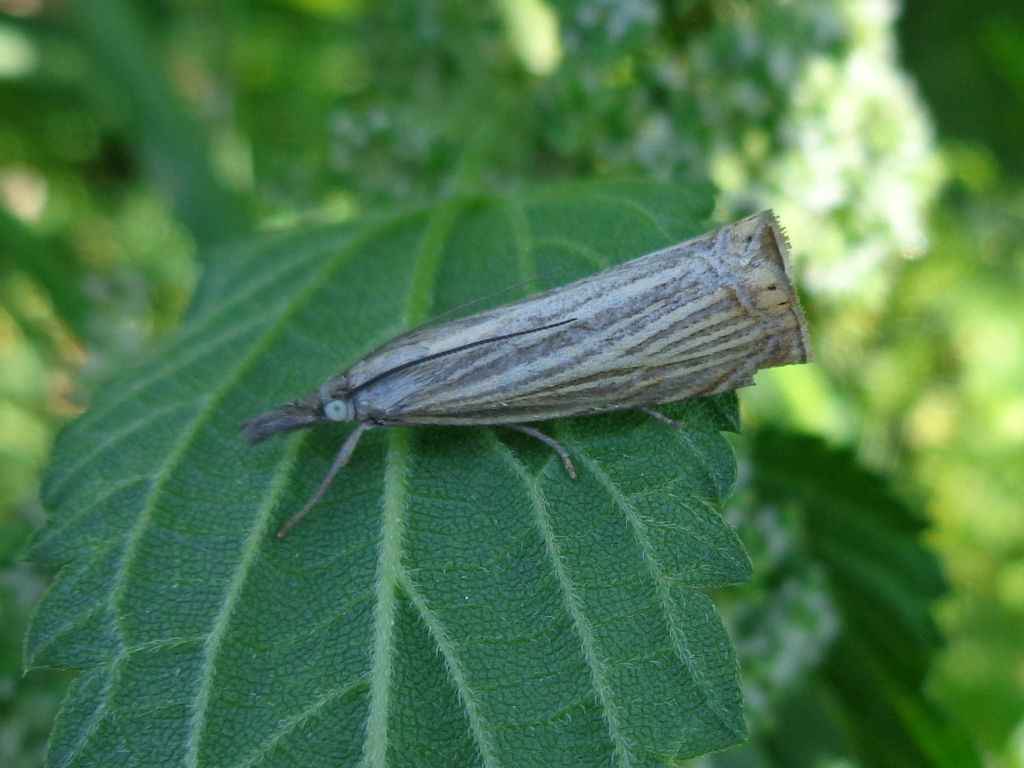
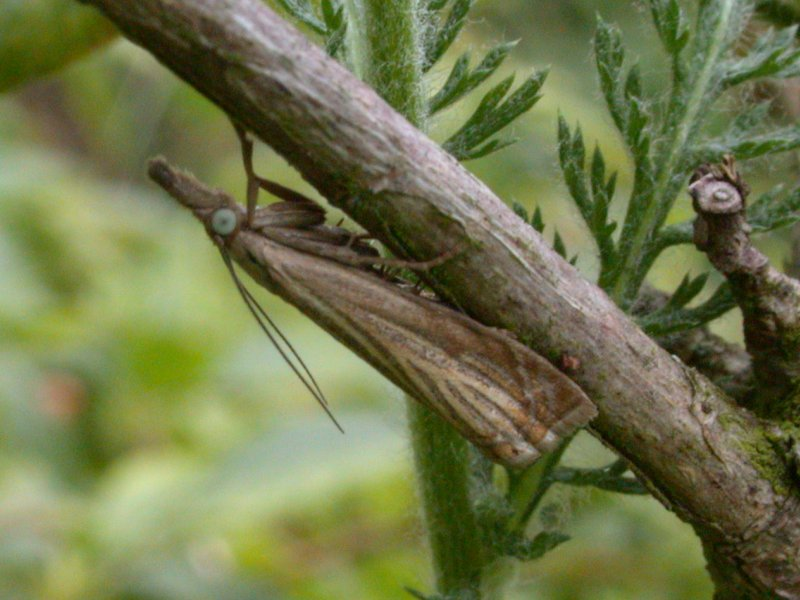
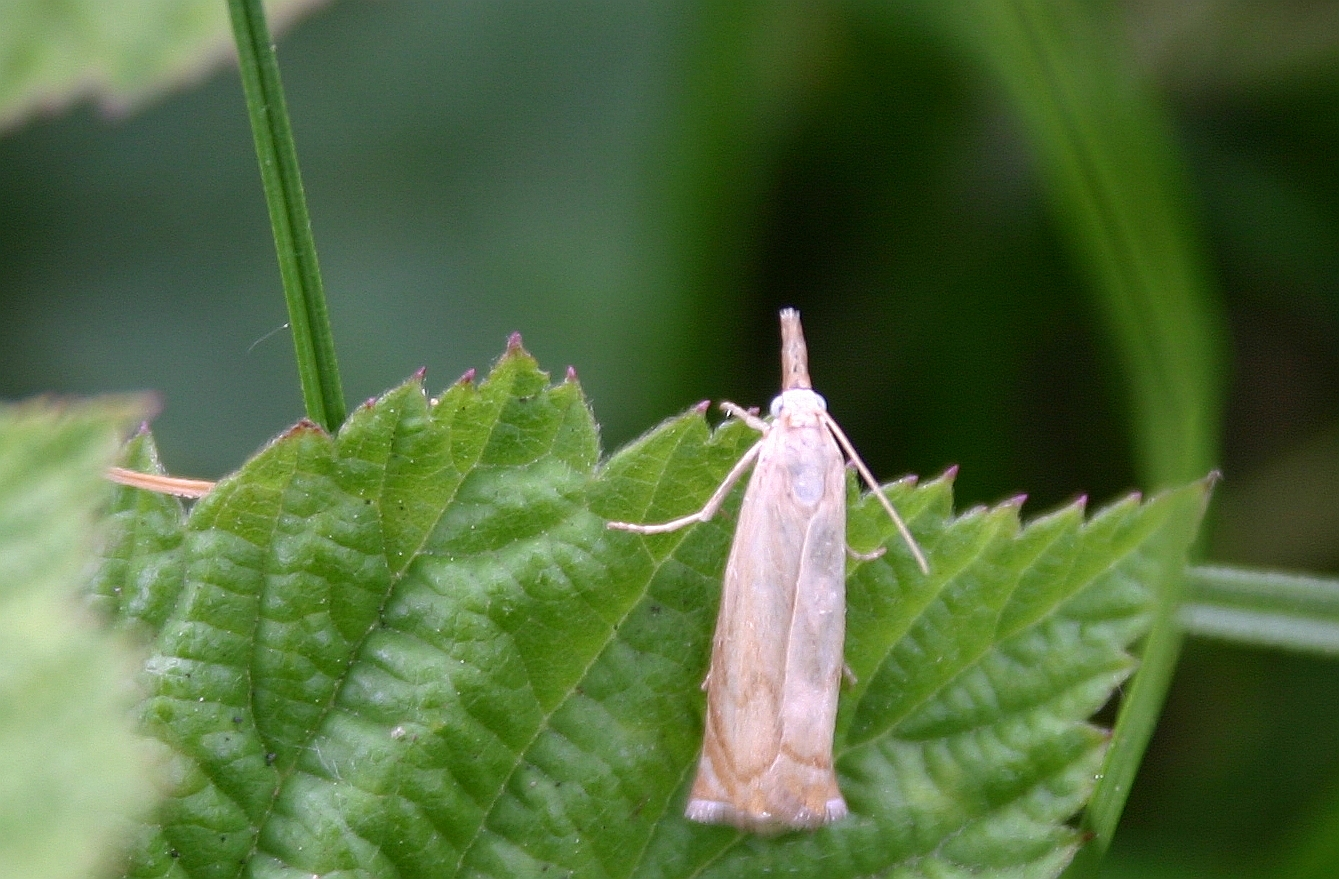
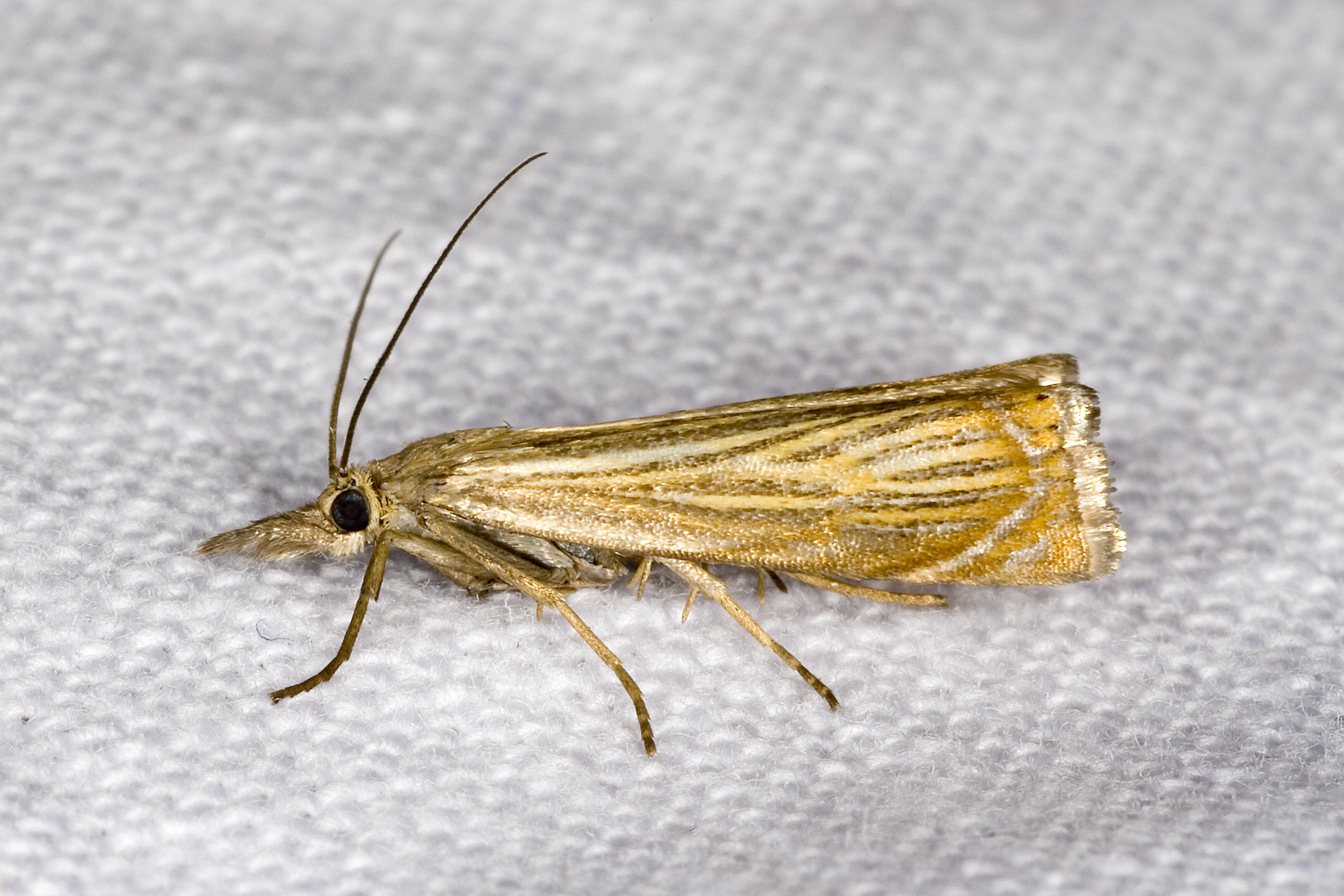